# ガイウス・アエリウス・パエトゥス
ガイウス・アエリウス・パエトゥス（ラテン語: Gaius Aelius Paetus、生没年不明）は紀元前3世紀初頭の共和政ローマの政治家。紀元前286年に執政官（コンスル）を務めた。

## 出自
プレブス（平民）であるアエリウス氏族の出身である。アエリウス氏族は紀元前5世紀から活躍しておりプブリウス・アエリウス・パエトゥスが紀元前337年に氏族最初の執政官に就任している。ガイウスは氏族としてはプブリウスに続き二人目の執政官であるが、血縁関係は不明である。

## 経歴
紀元前286年、パエトゥスは執政官に就任。同僚執政官はマルクス・ウァレリウス・マクシムス・ポティトゥスであった。ティトゥス・リウィウスの『ローマ建国史』のこの部分は本文が欠落しており、要約にもパエトゥスのことは触れられていない。ディオニュシオスの『ローマ古代誌』、ディオドロスの『歴史叢書』といった主要な歴史書もこの年代は断片しか残っておらず、業績は不明である。
前年にはプレブス（平民）出身の独裁官（ディクタトル）クィントゥス・ホルテンシウスがホルテンシウス法を制定し、パトリキとプレブスの法的な平等が実現された。しかし、ホルテンシウスは任期中に死亡しており、大プリニウスはこの年も両者の紛争が続いたと述べている。
また、この年には、護民官アクィリウスによって賠償責任に関する法であるアクィリウス法（en）が制定された可能性がある。

## 参考資料
- ティトゥス・リウィウス『ローマ建国史』
- ガイウス・プリニウス・セクンドゥス『博物誌』
- Broughton, T. Robert S. (1951). The Magistrates of the Roman Republic . Volume I, 509 BC - 100 BC (in English). I, number XV. New York: The American Philological Association.
- William Smith, Dictionary of Greek and Roman Biography and Mythology, 6, Boston: Little, Brown and Company, Vol.1 p. 1001